# Iaremivka, Svitlovodsk
Iaremivka (în ucraineană Яремівка) este un sat în comuna Hrîhorivka din raionul Svitlovodsk, regiunea Kirovohrad, Ucraina.

## Demografie
Componența lingvistică a localității Iaremivka
     Ucraineană (94,29%)
     Rusă (5,71%)
Conform recensământului din 2001, majoritatea populației localității Iaremivka era vorbitoare de ucraineană (94,29%), existând în minoritate și vorbitori de rusă (5,71%).